# Karadigudda, Dharwad
Karadigudda là một làng thuộc tehsil Dharwad, huyện Dharwad, bang Karnataka, Ấn Độ.